# Calyptopora sinuosa
Calyptopora sinuosa is een hydroïdpoliep uit de familie Stylasteridae. De poliep komt uit het geslacht Calyptopora. Calyptopora sinuosa werd in 1991 voor het eerst wetenschappelijk beschreven door Cairns. 